# Битка код Мириокефалона
Битка код Мириокефалона (Мириоцефалона) се одиграла 17. септембар 1176. године у Фригији између снага Византијског царства са једне и Турака Селџука са друге стране.
Битка је окончана одлучном победом Селџука који су је извојевали захваљујући предности терена коју су искористили да ухвате Византинце у заседу. Овим поразом је окончан велики поход који је Манојло Комнин (1143—1180) покренуо 1176. године против Румског султаната са коначним циљем заузимања селџучке престонице Икониона. За потребе овог похода, византијски цар је окупио велику војску у којој су се поред византијских снага, налазиле и трупе његових вазала, међу којима су били одреди из кнежевине Антиохије предвођени Балдуином Антиохијским, као и српске трупе које је послао рашки велики жупан Стефан Немања ((1166) 1168—1196). У борбама су погинули Балдуин Антиохијски који је командовао десним крилом византијских снага, као и Андроник Ватац који је заповедао византијском позадином. Без обзира на одлучну победу, султан Килиџ Арслан II (1156—1192) је одмах након битке склопио мир са Византинцима.
Иако у војном смислу битка није нанела тешке губитке ни једној од страна, њене последице су биле далекосежне, јер она представља крај византијских покушаја да се поврати контрола над Малом Азијом. Сам Манојло Комнин је овај пораз упоредио са поразом код Манцикерта из 1071. године којом је и отпочела турска инвазија на Малу Азију. О одјеку саме битке у ондашњем свету, најбоље говори писмо које је свети римски цар Фридрих Барбароса (1152—1190) након битке послао Манојлу у коме захтева од грчког краља Манојла да му укаже поштовање које му као римском цару припада.